# Antoni Maria Gallissà
Antoni Maria Gallissà i Soqué (Barcelona, 9 de septiembre de 1861-Barcelona, 17 de abril de 1903) fue un arquitecto modernista catalán.

## Biografía
Nació en Barcelona en 1861, obteniendo el título de arquitecto en 1885, a los 24 años de edad, licenciándose con una calificación de excelente.
Fue profesor en la Escuela de Arquitectura de Barcelona, colaboró con importantes arquitectos como Elías Rogent, Lluís Domènech i Montaner y Josep Maria Jujol.

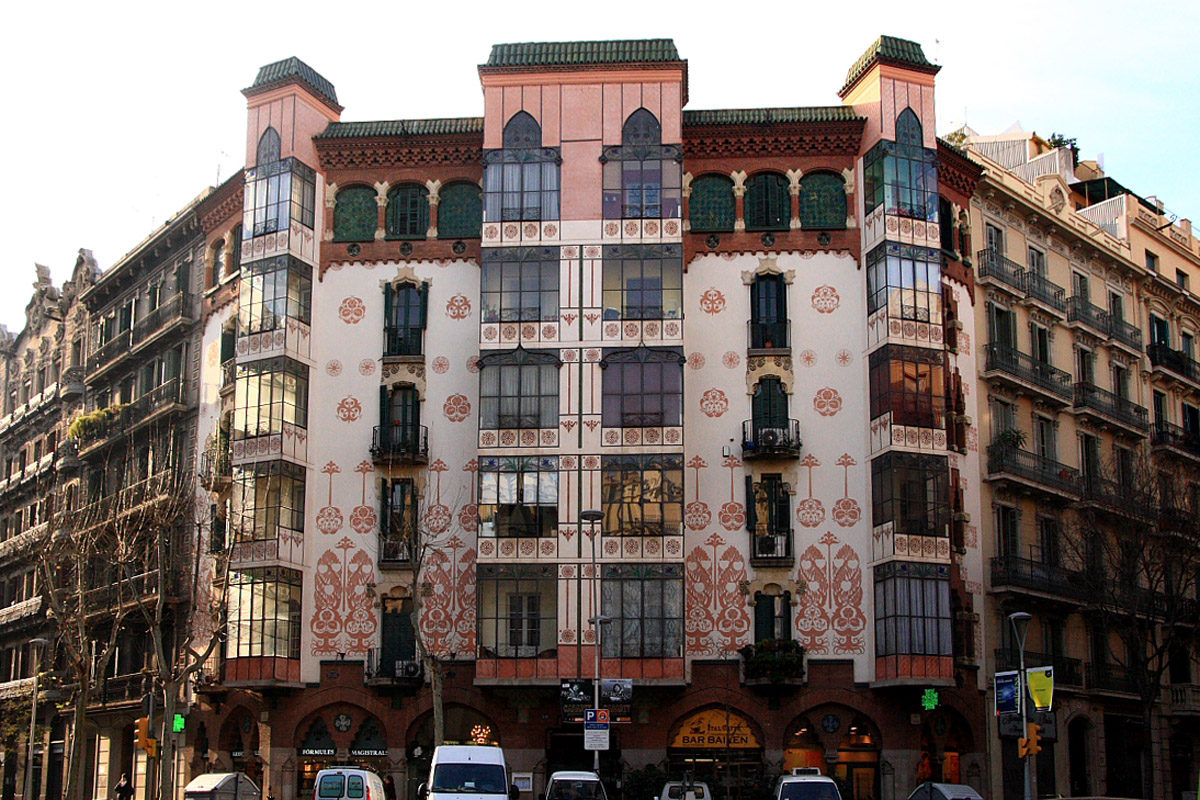
Casa Llopis Bofill

Su arquitectura es coherente y une una técnica depurada con un exhaustivo sentido decorativo, que utilizó como lenguaje para afianzar el sentido nacional de Cataluña. Entre sus obras más notables cabe destacar la reforma de su casa en Barcelona, en la calle de Gignàs, una serie de panteones, como los de la familia de la Riva (Barcelona), los de la familia Arús (Vilasar de Mar) y los de Casanovas-Terrats (Lloret de Mar), la casa Pujol (Esplugas de Llobregat), la casa Gomis (Papiol), la iglesia de San Esteban de Cervelló y en Barcelona la casa Llopis Bofill (C / Bailén, 113) y la casa Carlos de Llanza (C / Marqués de Barberà, 24).
Como los otros arquitectos de su generación, diseñó muebles, mosaicos, esgrafiados, cerámicas lisas y volumétricas para revestimientos, letras, banderas y estandartes ―son famosos el de los Juegos Florales y la bandera del Orfeón Catalán―. Su producción aparece en muchas de las obras de los arquitectos más conocidos por los que trabajó, especialmente el diseño de cerámicas de la obra de Domènech i Montaner. Fue autor del ornato y alumbrado de la calle de Fernando en Barcelona, en 1902, inspirado en dibujos de azulejos medievales, de las cuales fue coleccionista. Fue también responsable directo de los obradores artesanales instalados en el Castell dels Tres Dragons, según la idea de Domènech i Montaner.
Fuertemente implicado en el movimiento catalanista, también intervino en la redacción de las Bases de Manresa y fue presidente de la junta permanente de Unió Catalanista en 1897.
Desde joven tuvo problemas cardíacos consecuencia de los cuales murió en 1903.